# 吾夢里駅
吾夢里駅（オモンニえき）は朝鮮民主主義人民共和国咸鏡南道端川市に位置する朝鮮民主主義人民共和国鉄道省平羅線および豆彦線の駅である。

## 歴史
- 1927年12月1日：開業[1]。